# Sulix vetranio
Sulix vetranio är en insektsart som beskrevs av Ronald Gordon Fennah 1965. Sulix vetranio ingår i släktet Sulix och familjen sporrstritar. Inga underarter finns listade i Catalogue of Life.